# Иркутская область

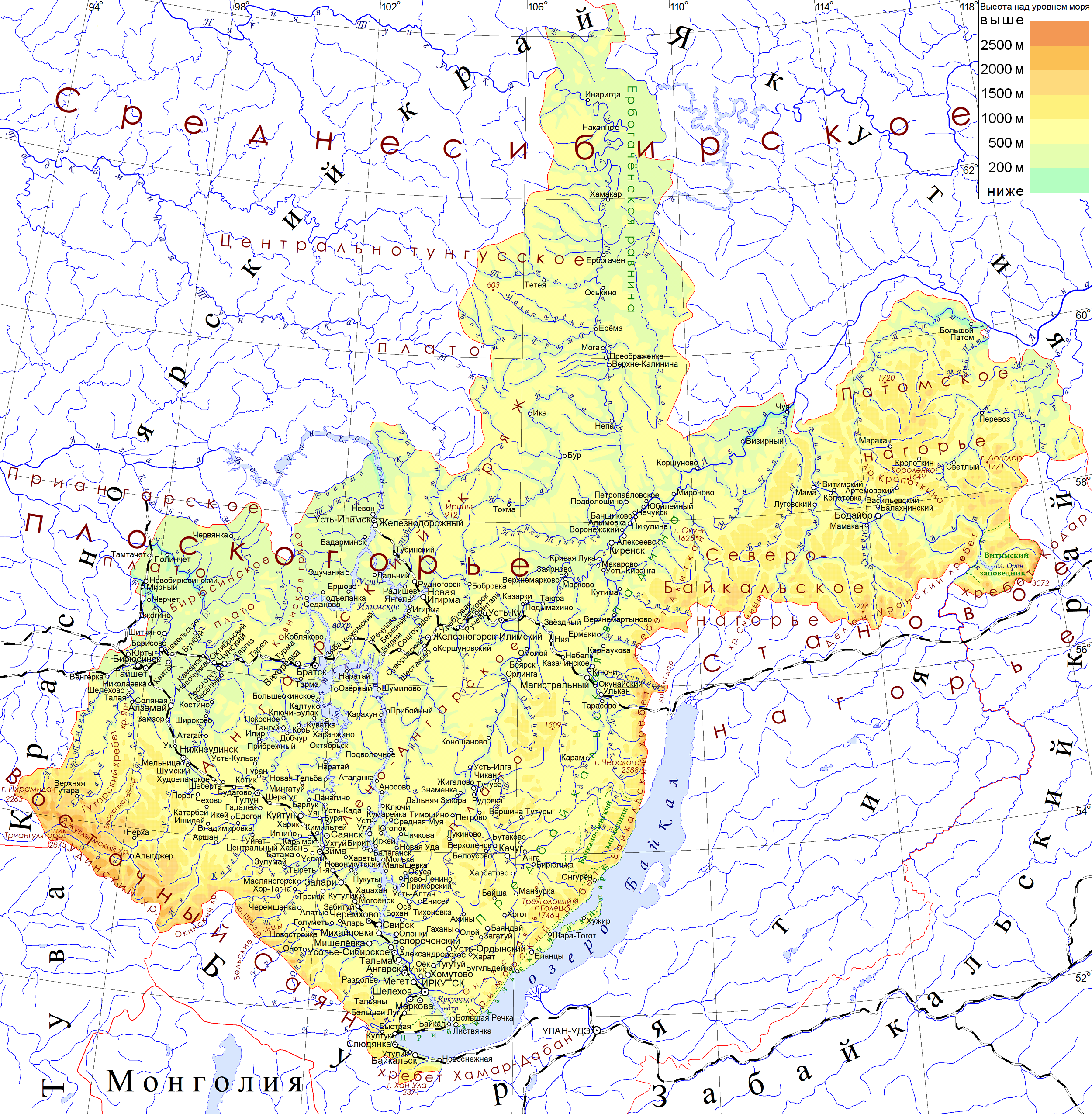
Физическая карта Иркутской области

Ирку́тская о́бласть — субъект Российской Федерации в юго-восточной части Сибирского федерального округа. Входит в Восточно-Сибирский экономический район.
Административный центр — город Иркутск.
Граничит на западе с Красноярским краем, на северо-востоке с Якутией, на востоке с Забайкальским краем, на востоке и юге с Республикой Бурятией, на юго-западе с Тувой.
Площадь — 774 846 км² (4,52 % территории России).
Население — 2 322 292 чел. (2025). Плотность населения — 3,00 чел./км² (2025). Удельный вес городского населения — 
79 % (2022).

## История
Заселение территории Иркутской области началось в эпоху палеолита. К среднему палеолиту относится стоянка Игетейский лог III, к позднему палеолиту — стоянки Мальта́, Буреть, Игетейский лог I, Макарово III, Глазковский некрополь и другие.
Область образована 26 сентября 1937 года при разделении Восточно-Сибирской области РСФСР на Иркутскую и Читинскую области.
1 января 2008 года Усть-Ордынский Бурятский автономный округ, с 1990 года существовавший как отдельный субъект РФ, вошёл в состав Иркутской области.
После слияния Иркутской области и Усть-Ордынского Бурятского автономного округа объединённый новый субъект РФ стал носить название «Иркутская область» и является правопреемником обоих субъектов.
Объединение Иркутской области и Усть-Ордынского Бурятского автономного округа
11 октября 2005 года парламенты Иркутской области и Усть-Ордынского Бурятского автономного округа приняли обращение к президенту РФ об образовании нового субъекта Федерации.
Отношение к объединению было неоднозначным. Так, например, весной 2006 года президент Всемирной ассоциации монголов Дашийн Бямбасурэн (1-й премьер-министр Монголии, избранный путём демократических выборов) обратился к российскому президенту Владимиру Путину с протестом против планов объединения и «попрания прав бурят-монгольского народа на сохранение национальной государственности».
16 апреля 2006 года состоялся референдум по объединению Иркутской области и Усть-Ордынского Бурятского АО, в результате которого 1 января 2008 года Усть-Ордынский Бурятский автономный округ вошёл в состав Иркутской области.
После слияния Иркутской области и Усть-Ордынского Бурятского автономного округа объединённый новый субъект РФ стал носить название «Иркутская область» и является правопреемником обоих субъектов. Усть-Ордынский Бурятский автономный округ входит в его состав Иркутской области с особым административным статусом и именуется Усть-Ордынским Бурятским округом.
Современность
За годы индустриализации Иркутская область стала крупнейшим центром энергетики и энергоёмких производств и превратилась в важнейшего поставщика алюминия, нефтепродуктов, леса и целлюлозы, продуктов органического синтеза, каменного угля.
По уровню промышленного роста, степени освоения природных ресурсов, специализации и концентрации промышленного производства она опередила многие другие области, края и республики Сибири и Дальнего Востока.
Иркутская область обладает уникальными ресурсами: высоким интеллектуальным, промышленным и природным потенциалом, имеет выгодное географическое положение, богатые рекреационные преимущества, собственный научно-образовательный комплекс. Сегодня основными отраслями для экономики области являются лесная, деревообрабатывающая, целлюлозно-бумажная, горнодобывающая промышленность, машиностроение и др. На территории региона действуют 4 гидроэлектростанции: Иркутская, Братская, Усть-Илимская, Мамаканская.
В Иркутской области сосредоточен один из самых крупных в восточных регионах Российской Федерации научный потенциал. Он включает 9 академических институтов Иркутского научного центра СО РАН, Восточно-Сибирского научного центра СО РАМН, научно-исследовательские организации сельскохозяйственного направления, более 20 прикладных научно исследовательских и проектных институтов. В составе этих учреждений работают 7 академиков и 6 членов-корреспондентов РАН, 2 академика и 4 члена-корреспондента РАМН, десятки членов общественных академий. В научной отрасли региона занято около 5000 человек, примерно треть из них имеет учёные степени.

## Физико-географическая характеристика

### География

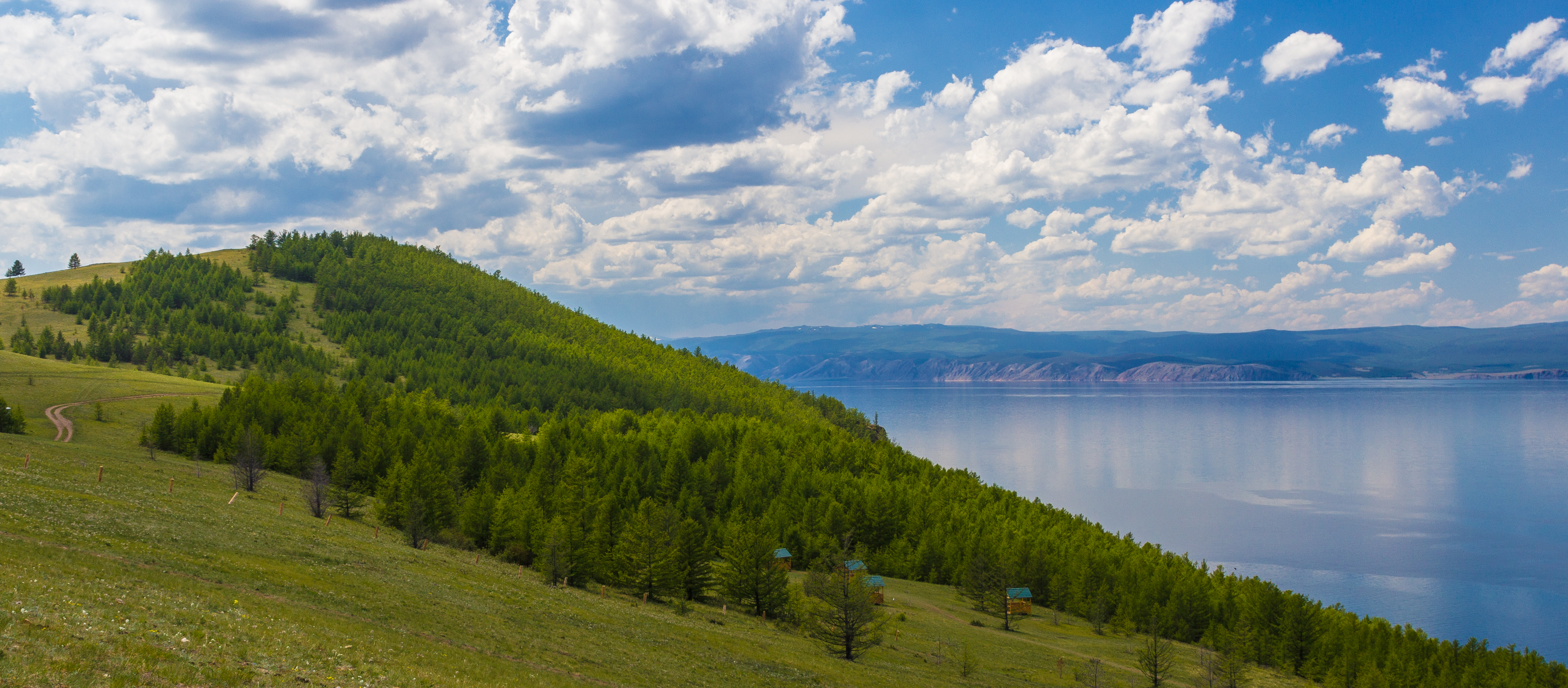
Ольхон

Иркутская область является крупнейшим регионом России без выхода к морю и сухопутным государственным границам РФ . Также Иркутская область является одним из самых крупных субъектов Российской Федерации, занимая площадь 774 846 км² (4.52 % территории России), что чуть меньше Турции (780 580 км²), а также больше любого государства, целиком расположенного в Европе. Леса занимают 71,5 млн га, а лесной фонд 69,4 млн га 715 и 694 тыс. км² соответственно.
Расстояние от Иркутска до Москвы по железной дороге — 5192 км, до Владивостока — 4106 км. Разница во времени между областью и Москвой — 5 часов.
Иркутская область расположена в Восточной Сибири. Крайняя южная точка области располагается на 51° северной широты, северная оконечность почти достигает 65-й параллели. С севера на юг область протянулась почти на 1450 км, с запада на восток на 1318 км.
Юго-восточная граница Иркутской области проходит по озеру Байкал.
Область занимает юго-восточную часть Среднесибирского плоскогорья, плато и кряжи которого имеют высоты от 500 до 1000 м.
На юге Иркутскую область окружают отроги Восточного Саяна (высота до 2875 м): Агульские Белки, Бирюсинский, Гутарский, Окинский, Удинский и другие хребты; на востоке — прибайкальские горы: часть северных склонов Хамар-Дабана с вершиной Хан-Ула (2374 м, на территории соседней Бурятии в непосредственной близости от её границы с Иркутской областью), Приморский хребет с наиболее высокой точкой — Трёхголовый Голец (1728 м), Байкальский хребет с горой Черского (2572 м), далее Северо-Байкальское и Патомское нагорье, часть Делюн-Уранского хребта и западная часть хребта Кодар. Высшая точка — пик Мартена (Кодарский хребет) — имеет отметку 2988 м выше уровня моря.
Территория Иркутской области входит в Монголо-Байкальский пояс активного проявления землетрясений.

### Климат
Климат Иркутской области — резко континентальный, с продолжительными холодными зимами и короткими, но жаркими и засушливыми летними периодами. Но даже в летние месяцы, во время прорыва холодных арктических фронтов возможны ночные заморозки до −1 −3 град.. Заморозков не бывает только в июле.
В зимний период возможны сильные похолодания с октября по март.

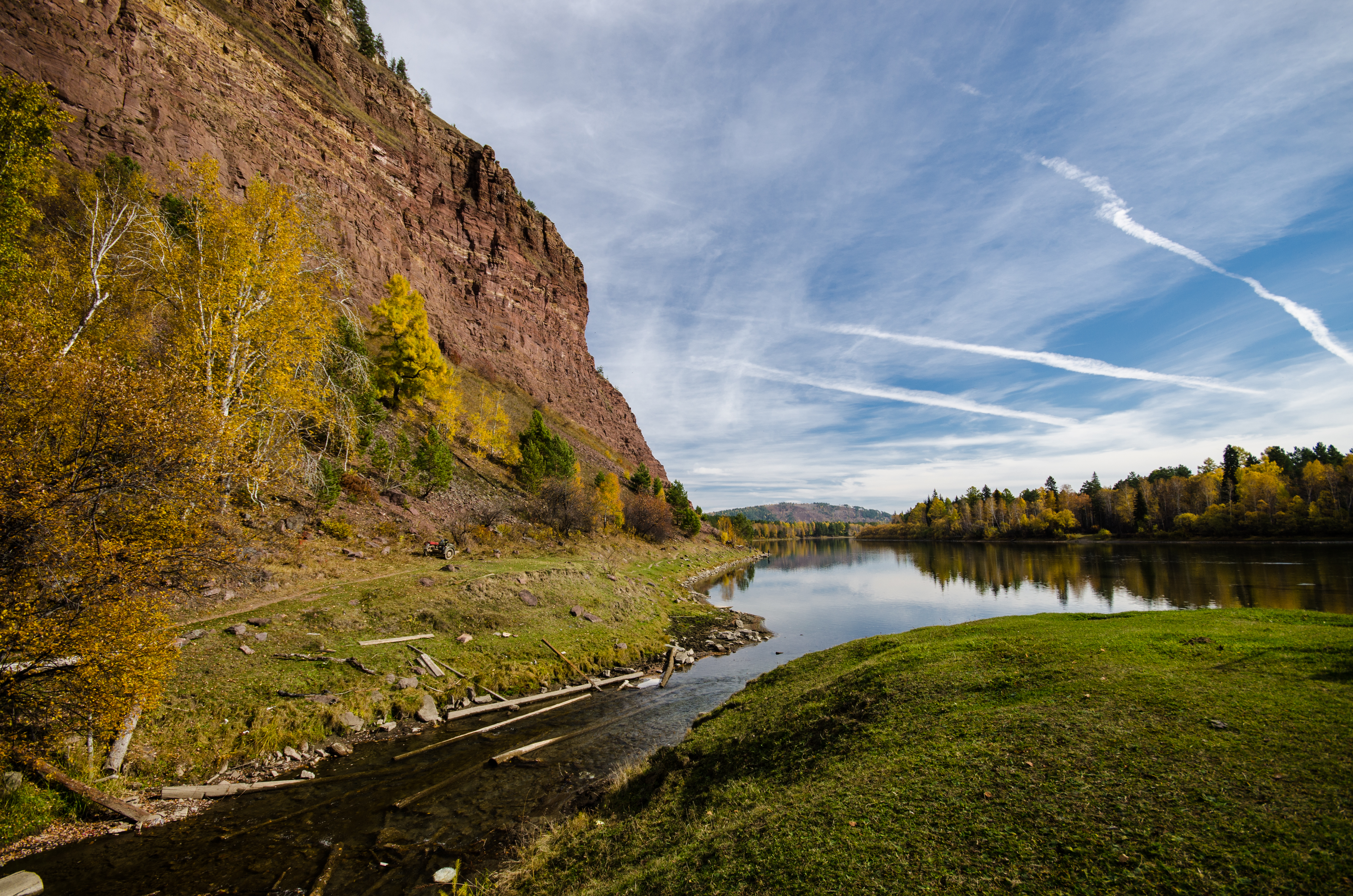
Шаманский утёс
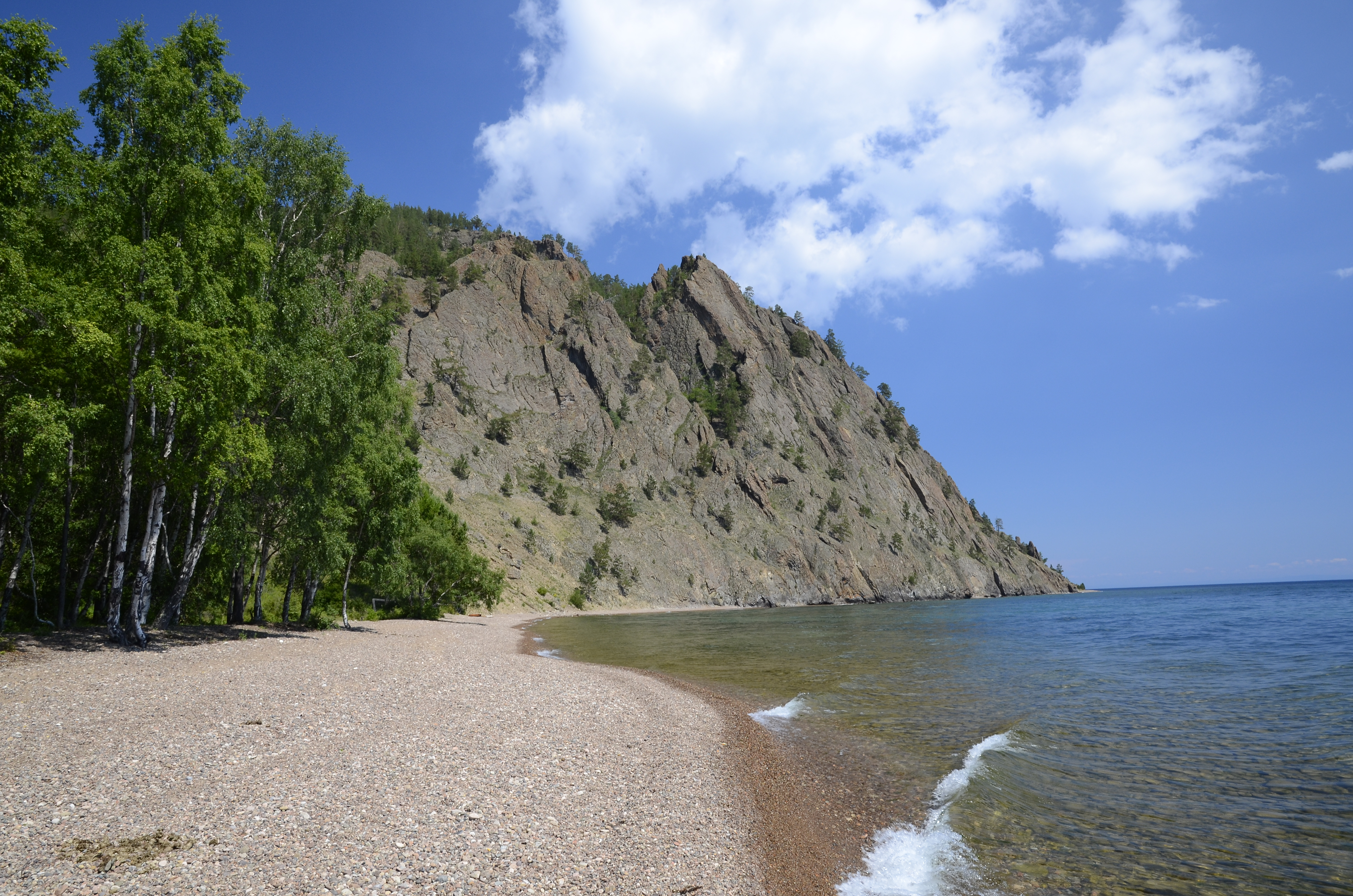
озеро Байкал
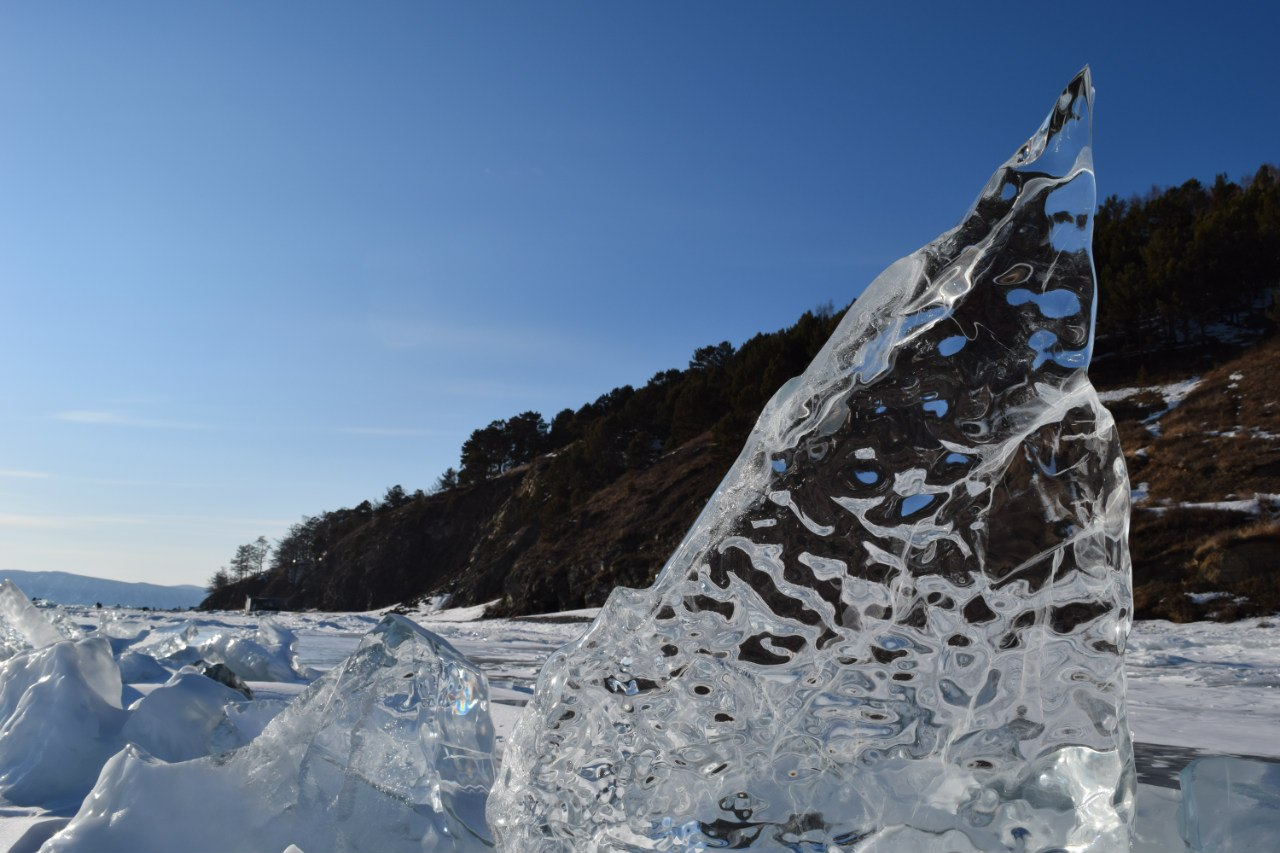
Зимний Байкал
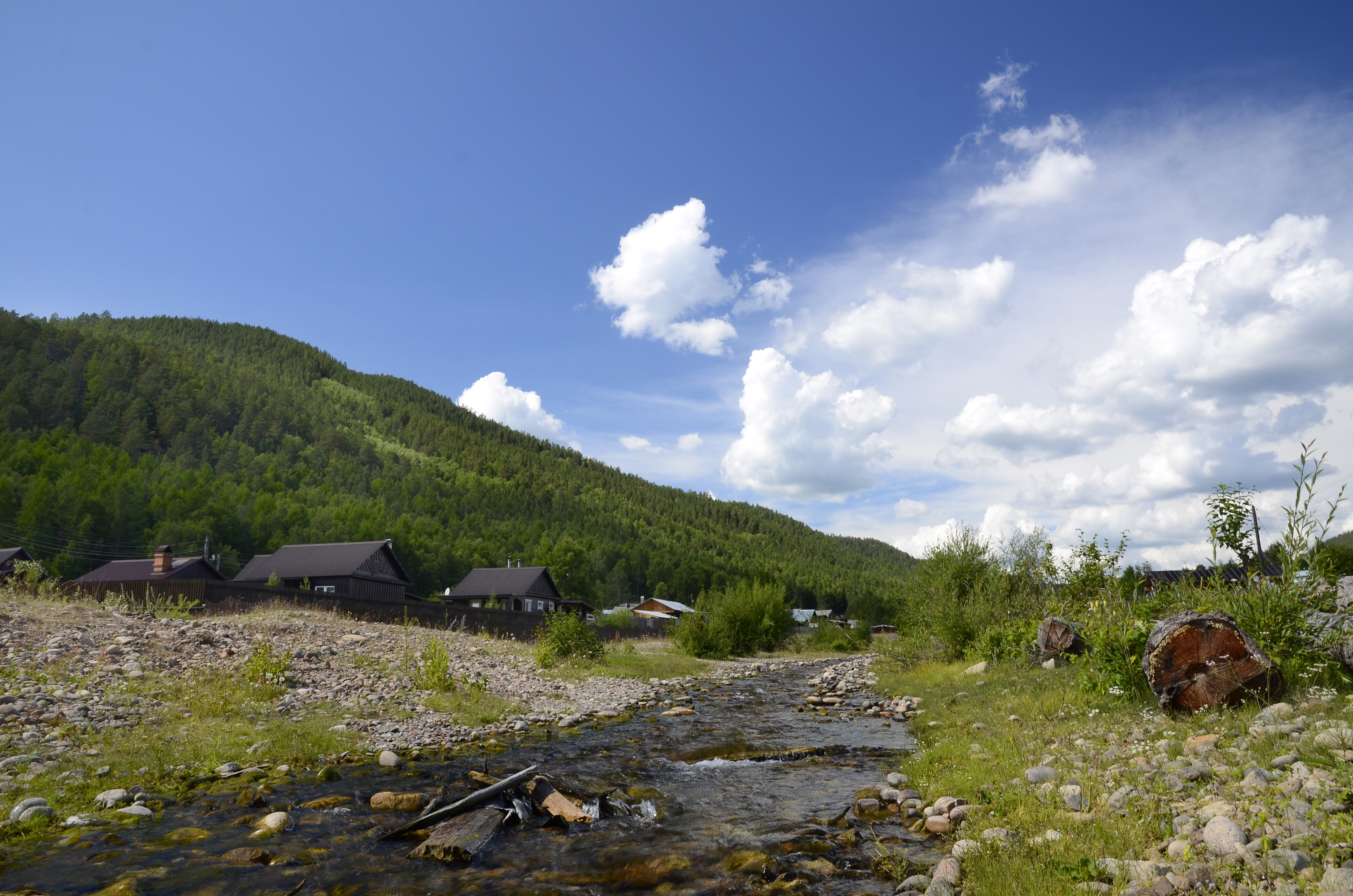
Большие Коты

## Население
| 1897       | 1959       | 1970       | 1979       | 1987       | 1989       | 1990       |
| ---------- | ---------- | ---------- | ---------- | ---------- | ---------- | ---------- |
| 514 267    | ↗1 976 453 | ↗2 313 410 | ↗2 559 522 | ↗2 784 000 | ↗2 830 641 | ↘2 794 858 |
| 1991       | 1992       | 1993       | 1994       | 1995       | 1996       | 1997       |
| ↗2 797 005 | ↘2 793 856 | ↘2 784 043 | ↘2 764 225 | ↘2 748 073 | ↘2 727 374 | ↘2 708 178 |
| 1998       | 1999       | 2000       | 2001       | 2002       | 2003       | 2004       |
| ↘2 686 284 | ↘2 667 886 | ↘2 644 022 | ↘2 623 183 | ↘2 581 705 | ↘2 577 702 | ↘2 560 880 |
| 2005       | 2006       | 2007       | 2008       | 2009       | 2010       | 2011       |
| ↘2 545 326 | ↘2 526 977 | ↘2 513 808 | ↘2 507 676 | ↘2 505 577 | ↘2 428 750 | ↘2 427 954 |
| 2012       | 2013       | 2014       | 2015       | 2016       | 2017       | 2018       |
| ↘2 424 355 | ↘2 422 026 | ↘2 418 348 | ↘2 414 913 | ↘2 412 800 | ↘2 408 901 | ↘2 404 195 |
| 2019       | 2020       | 2021       | 2022       | 2023       | 2024       | 2025       |
| ↘2 397 763 | ↘2 391 193 | ↘2 370 102 | ↘2 363 447 | ↘2 344 360 | ↘2 330 537 | ↘2 322 292 |

Численность населения области по данным Росстата — 2 322 292 чел. (2025). 
Плотность населения — 3,00 чел./км2 (2025). В Катангском районе Иркутской области плотность населения составляет 0,02 чел./км².
Городское население — 
79 % (2022).
По данным Всероссийской переписи населения 2010 года в области насчитывается более 130 национальностей. 
Из 2,4 миллиона человек: русские — 88 %, буряты —3,2 %, украинцы — 1,27 %, татары — 0,94 %, белорусы — 0,33 %, армяне — 0,27 %, азербайджанцы — 0,22 %. На территории области проживают также якуты, тувинцы, эвенки, тофалары, хакасы и другие народности.
По числу жителей область уступает в Сибирском федеральном округе только Красноярскому краю (2 837 988), а также Новосибирской (2 786 540) и Кемеровской (2 527 219) областям.
Численность населения по населённым пунктам
Населённые пункты с численностью населения более 8000 человек
| Иркутск          | ↘605 708 |
| Братск           | ↘219 365 |
| Ангарск          | ↘216 973 |
| Усть-Илимск      | ↘77 034  |
| Усолье-Сибирское | ↘71 694  |
| Черемхово        | ↘52 879  |
| Шелехов          | ↘41 998  |
| Тулун            | ↘38 440  |
| Маркова          | ↗36 971  |
| Усть-Кут         | ↘36 918  |

| Саянск                | ↘35 561 |
| Тайшет                | ↗34 491 |
| Зима                  | ↗30 640 |
| Нижнеудинск           | ↘29 995 |
| Вихоревка             | ↗21 719 |
| Железногорск-Илимский | ↘21 621 |
| Слюдянка              | ↘18 058 |
| Усть-Ордынский        | ↗15 364 |
| Свирск                | ↗15 485 |
| Хомутово              | ↗24 833 |

| Чунский      | ↘13 554 |
| Байкальск    | ↗13 199 |
| Киренск      | ↘10 998 |
| Залари       | ↗9879   |
| Куйтун       | ↗9838   |
| Новая Игирма | ↘9137   |
| Бодайбо      | ↘8921   |
| Баклаши      | ↗8869   |
| Бирюсинск    | ↗8632   |
| Грановщина   | ↗8302   |

## Административно-территориальное деление

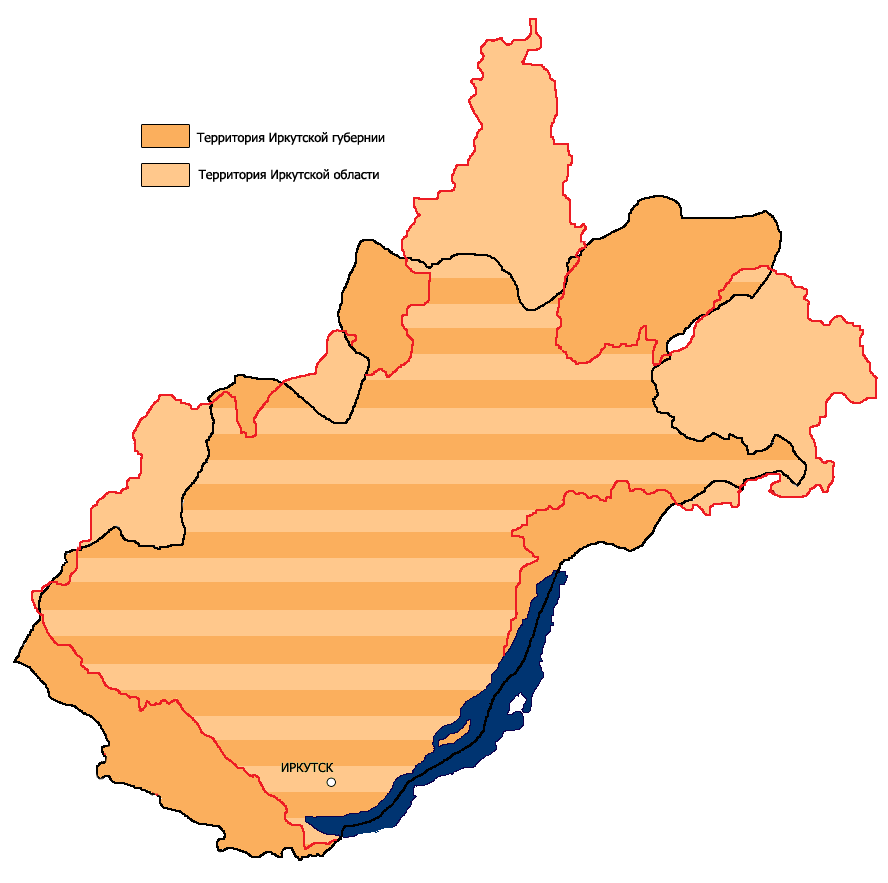
Территории Иркутской губернии Российской империи и Иркутской области РФ

В Иркутской области 32 района: Аларский, Балаганский, Баяндаевский, Бодайбинский, Боханский, Братский, Жигаловский, Заларинский, Зиминский, Иркутский, Казачинско-Ленский, Катангский, Качугский, Киренский, Куйтунский, Мамско-Чуйский, Нижнеилимский, Нижнеудинский, Нукутский, Ольхонский, Осинский, Слюдянский, Тайшетский, Тулунский, Усольский, Усть-Илимский, Усть-Кутский, Усть-Удинский, Черемховский, Чунский, Шелеховский, Эхирит-Булагатский.
Внешние границы Иркутской области, определённые при её создании в 1937 году, почти совпадают с границами бывшей Иркутской губернии (часть территории вошла в состав Бурятии) и с небольшими изменениями на северо-востоке, сохранились до нашего времени.
Однако внутреннее деление менялось неоднократно. Внутриобластные административно-территориальные преобразования касались территорий активного хозяйственного освоения: так возникли Усть-Илимский и Чунский районы; изменили границы Тайшетский, Братский, Нижнеилимский, Усть-Удинский и Тулунский районы; были упразднены Тофаларский (вошёл в Нижнеудинский), Тангуйский (поделён между Братским и Тулунским) и Шиткинский (поделён между Тайшетским и Чунским) районы.
1 января 2008 года были объединены Иркутская область и Усть-Ордынский Бурятский автономный округ, который ранее до 1990 года уже был составной частью области.
Современная система административно-территориального устройства Иркутской области включает: 466 муниципальных образований, из них:
- городских округов — 10,
- муниципальных районов — 32,
  - городских поселений — 63,
  - сельских поселений — 361.

## Органы власти

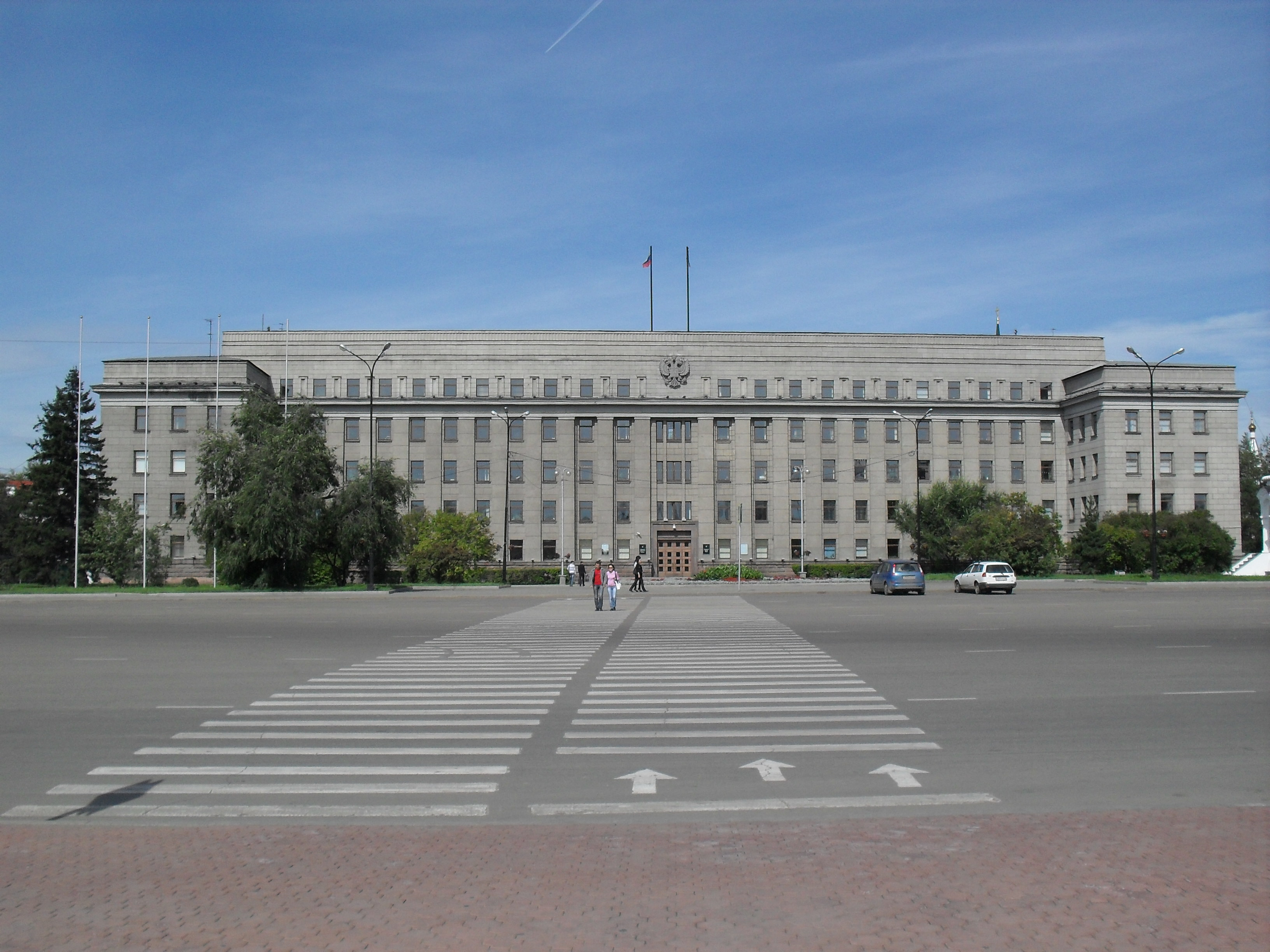
Дом Советов, также называемый Серый дом. Размещаются Законодательное собрание Иркутской области, Аппарат Губернатора Иркутской области и Правительства Иркутской области и другие организации.

Исполнительную власть возглавляет Губернатор Иркутской области, законодательную представляет Законодательное Собрание Иркутской области.
Исполнительная власть
Срок полномочий губернатора — 5 лет, кандидатура губернатора вносилась (до июня 2012 года) Президентом РФ на рассмотрение Законодательного Собрания Иркутской области. С июня 2012 года губернатор наделяется полномочиями путём прямых выборов населением области.
Губернатор области — Игорь Иванович Кобзев.
Высший исполнительный орган государственной власти — Правительство Иркутской области. Исполнительные органы государственной власти — министерства, агентства, службы и департамент. До 01.10.2015 главой правительства был губернатор, с октября 2015 г. эти должности разграничены. Председатель Правительства Иркутской области — Зайцев Константин Борисович.
Законодательная власть
Орган законодательной власти — Законодательное Собрание Иркутской области.
Избирается сроком на 5 лет, количество депутатов — 45.
Председатель — Александр Викторович Ведерников.
Судебная власть
Судебную власть в области осуществляют Иркутский областной суд, Арбитражный суд Иркутской области, районные, городские суды и мировые судьи. В Иркутске находится Федеральный арбитражный суд Восточно-Сибирского округа.

## Руководители региона различных эпох

### Список Восточно-Сибирских генерал-губернаторов
| Восточно-Сибирское генерал-губернаторство (22 июля 1822 — 16 июня 1884) | Восточно-Сибирское генерал-губернаторство (22 июля 1822 — 16 июня 1884) | Восточно-Сибирское генерал-губернаторство (22 июля 1822 — 16 июня 1884) | Восточно-Сибирское генерал-губернаторство (22 июля 1822 — 16 июня 1884) |
| Даты в должности                                                        | ФИО                                                                     | Годы жизни                                                              | должность                                                               |
| ----------------------------------------------------------------------- | ----------------------------------------------------------------------- | ----------------------------------------------------------------------- | ----------------------------------------------------------------------- |
| 22.07.1822 — 6.12.1833                                                  | Лавинский, Александр Степанович                                         | 1776—1844                                                               | генерал-губернатор                                                      |
| 06.12.1833 — 28.09.1834                                                 | Сулима, Николай Семёнович                                               | 1777—1840                                                               | генерал-губернатор                                                      |
| 28.09.1834 — 6.12.1835                                                  | Броневский, Семён Богданович                                            | 1786—1858                                                               | и.д. генерал-губернатора                                                |
| 06.12.1835 — 29.07.1837                                                 | Броневский, Семён Богданович                                            | 1786—1858                                                               | генерал-губернатор                                                      |
| 30.07.1837 — 29.06.1847                                                 | Руперт, Вильгельм Яковлевич                                             | 1787—1849                                                               | генерал-губернатор                                                      |
| 05.09.1847[14.03.1848] — 6.12.1849                                      | Муравьёв-Амурский, Николай Николаевич                                   | 1793—1866                                                               | и.д. генерал-губернатора                                                |
| 06.12.1849 — 19.02.1861                                                 | Муравьёв-Амурский, Николай Николаевич                                   | 1793—1866                                                               | генерал-губернатор                                                      |
| 19.02.1861 — 19.04.1864                                                 | Корсаков, Михаил Семёнович                                              | 1826—1871                                                               | и.д. генерал-губернатора                                                |
| 19.04.1864 — 21.01.1871                                                 | Корсаков, Михаил Семёнович                                              | 1826—1871                                                               | генерал-губернатор                                                      |
| 21.01.1871 — 14.12.1873                                                 | Синельников, Николай Петрович                                           | 1805—1892                                                               | генерал-губернатор                                                      |
| 14.12.1873 — 10.08.1879                                                 | Фредерикс, Платон Александрович                                         | 1828—1888                                                               | генерал-губернатор                                                      |
| 07.12.1879 — 1.01.1885                                                  | Анучин, Дмитрий Гаврилович                                              | 1833—1900                                                               | генерал-губернатор                                                      |
| 04.01.1885 — 25.12.1886                                                 | Игнатьев, Алексей Павлович                                              | 1842—1906                                                               | и.д. генерал-губернатора                                                |
| 25.12.1886 — 1.09.1887                                                  | Игнатьев, Алексей Павлович                                              | 1842—1906                                                               | генерал-губернатор                                                      |
| 16.06.1884                                                              | разделено на Иркутское и Приамурское генерал-губернаторства             | разделено на Иркутское и Приамурское генерал-губернаторства             | разделено на Иркутское и Приамурское генерал-губернаторства             |

### Список генерал-губернаторов Иркутской губернии[37]
| Иркутское генерал-губернаторство (2 июня 1887 — 12 июня 1899)       | Иркутское генерал-губернаторство (2 июня 1887 — 12 июня 1899) | Иркутское генерал-губернаторство (2 июня 1887 — 12 июня 1899) | Иркутское генерал-губернаторство (2 июня 1887 — 12 июня 1899) |
| В должности                                                         | ФИО                                                           | Даты жизни                                                    | Должность                                                     |
| ------------------------------------------------------------------- | ------------------------------------------------------------- | ------------------------------------------------------------- | ------------------------------------------------------------- |
| 2 июня 1887 — 13 мая 1889                                           | Игнатьев, Алексей Павлович                                    | 22 мая 1842 — 9 декабря 1906                                  | генерал-губернатор                                            |
| 26 мая 1889 — 12 июня 1899                                          | Горемыкин, Александр Дмитриевич                               | 10 января 1832 — 8 июня 1904                                  | генерал-губернатор                                            |
| Иркутское военное генерал-губернаторство (12 июня 1899 — март 1917) |                                                               |                                                               |                                                               |
| В должности                                                         | ФИО                                                           | Даты жизни                                                    | Статус                                                        |
| 12 июня 1899 — 9 апреля 1900                                        | Горемыкин, Александр Дмитриевич                               | 10 января 1832 — 8 июня 1904                                  | военный генерал-губернатор                                    |
| 20 апреля 1900 — 24 мая 1903                                        | Пантелеев, Александр Ильич                                    | 26 июня 1838 — 17 января 1917                                 | военный генерал-губернатор                                    |
| 24 мая 1903—1905                                                    | Кутайсов, Павел Ипполитович                                   | 1837 — 5 июля 1911                                            | военный генерал-губернатор                                    |
| 1905 — 1906                                                         | Кайгородов, Михаил Никифорович                                | 25 октября 1853 — октябрь 1918                                | военный генерал-губернатор                                    |
| 1906 — 1906                                                         | Алексеев, Константин Михайлович                               | 1851—1917                                                     | временный военный генерал-губернатор                          |
| 29 апреля 1906 — июль 1910                                          | Селиванов, Андрей Николаевич                                  | 5 августа 1847 — 15 июля 1917                                 | военный генерал-губернатор                                    |
| 24 июля 1910 — февраль 1916                                         | Князев, Леонид Михайлович                                     | 1851—1929                                                     | военный генерал-губернатор                                    |
| 15 марта 1916 — март 1917                                           | Пильц, Александр Иванович                                     | 3 мая 1870 — 25 февраля 1944                                  | военный генерал-губернатор                                    |
| март 1917                                                           | генерал-губернаторство упразднено                             | генерал-губернаторство упразднено                             | генерал-губернаторство упразднено                             |

### Губернаторы Иркутской губернииРоссийской Империи
- 1798 — Аршеневский, Пётр Яковлевич
- 1798—1800 — Толстой, Алексей Иванович
- 1801—1804 — Репьев, Иван Николаевич
- 1804—1805 — Картвелин, Николай Петрович
- 1805—1806 — Корнилов, Алексей Михайлович
- 1806—1819 — Трескин, Николай Иванович
- 1819—1821 — Зеркалев, Иван Семёнович
- 1821—1835 — Цейдлер, Иван Богданович
- 1835—1838 — Евсевьев, Александр Николаевич
- 1838—1839 — Лёвшин, Алексей Ираклиевич
- 1839—1848 — Пятницкий, Андрей Васильевич
- 1848—1851 — Зарин, Владимир Иванович
- 1851—1859 — Венцель, Карл-Бугарт Карлович фон
- 1859—1862 — Извольский, Пётр Александрович
- 1862—1864 — Щербатский, Николай Фёдорович
- 1864—1880 — Шелашников, Константин Николаевич
- 1880—1882 — Педашенко, Иван Константинович
- 1882—1886 — Носович, Сергей Иванович
- 1886—1889 — Коленко, Владимир Захарович
- 1889—1897 — Светлицкий, Константин Николаевич
- 1897—1908 — Моллериус, Иван Петрович
- 1908—1911 — Гран, Пётр Карлович
- 1911—1913 — Бантыш, Фёдор Александрович
- 1913—1917 — Юган, Александр Николаевич

### Первые секретариИркутского обкома КПСС
- 1937—1938 — Щербаков, Александр Сергеевич
- 1938—1939 — Филиппов, Аркадий Александрович
- 1939—1944 — Качалин, Кирилл Иванович
- 1944—1949 — Ефимов, Александр Павлович
- 1949—1955 — Хворостухин, Алексей Иванович
- 1955—1957 — Кобелев, Борис Николаевич
- 1957—1968 — Щетинин, Семён Николаевич
- 1968—1983 — Банников, Николай Васильевич
- 1983—1988 — Ситников, Василий Иванович
- 1988—1990 — Потапов, Владимир Иванович
- 1990—1991 — Спирин, Виктор Михайлович

### Губернаторы Иркутской областиРоссийской Федерации
- 1991—1997 — Ножиков, Юрий Абрамович
- 1997—2005 — Говорин, Борис Александрович
- 2005—2008 — Тишанин, Александр Георгиевич
- 2008—2009 — Есиповский, Игорь Эдуардович
- 2009 — Сокол, Сергей Михайлович (и. о.)
- 2009—2012 — Мезенцев, Дмитрий Фёдорович
- 2012—2015 — Ерощенко, Сергей Владимирович
- 2015—2019 — Левченко, Сергей Георгиевич
- 2019—н.в — Кобзев, Игорь Иванович

## Символика Иркутской области
Иркутская область долгое время не имела собственной символики. Флаг и герб были утверждены только в 1997 году.
Герб

Герб Иркутской области (с 1997 года)

Современный герб был утверждён 25 июня 1997 года:

«Статья 4. Описание герба

1. Геральдическое описание герба гласит: „В серебряном поле чёрный бабр с червлёными глазами, держащий в пасти червлёного соболя“.
Геральдические цвета герба означают:
а) серебряный — правдивость, невинность, чистоту;
б) чёрный — благоразумие, смирение, печаль;
в) червлёный (красный) — храбрость, мужество, неустрашимость.».

Флаг

Флаг Иркутской области (с 1997 года)

Флаг был утверждён 25 июня 1997 года:

«Флаг Иркутской области представляет собой прямоугольное полотнище, состоящее из трёх вертикально расположенных полос: двух синего и средней — белого цвета, в центре которой помещается изображение основного элемента герба: бегущего в левую сторону бабра, держащего в пасти червлёного (красного) соболя, в обрамлении стилизованных зелёных ветвей кедра. Отношение ширины флага к его длине — 2:3. Ширина средней полосы составляет 1/2 общей длины флага».

## Экономика
Иркутская область входит в Восточно-Сибирский экономический район; имеет важное экономическое значение, основными отраслями специализации области являются лесная, деревообрабатывающая, целлюлозно-бумажная, горнодобывающая промышленность, машиностроение и др. По ВВП на душу населения Иркутская область занимает 20-е место среди 85 субъектов Федерации, по показателю среднедушевых доходов — 21-е место.

### Территориально-промышленные комплексы
Иркутская область разделена на 6 территориально-промышленных комплексов (ТПК):
- Иркутско-Черемховская промышленная зона
- Братско-Усть-Илимский ТПК
- Зиминско-Тулунский ТПК
- Мамско-Бодайбинский горнопромышленный район
- Тайшетский промышленный район
- Верхнеленский ТПК

### Промышленность
Иркутская область — крупный промышленный район. В общероссийском производстве обеспечивает 6,5 % производства электроэнергии, 15 % вывоза деловой древесины, 6 % добычи угля, почти 20 % общероссийского производства целлюлозы, более 10 % картона, перерабатывается около 9 % нефти. По итогам 2019 года индекс промышленного производства снизился на 2,6 п.п. в сравнении с аналогичным периодом прошлого года. Данный показатель ниже значения среднероссийского показателя на 3,7 п.п. и на 2,1 п.п. среднего значения по СФО.
В промышленности региона наибольшее развитие приобрели лесная, деревообрабатывающая и целлюлозно-бумажная, горнодобывающая, топливная промышленности, цветная металлургия, энергетика, машиностроение, пищевая, химическая и нефтехимическая промышленность, чёрная металлургия. Важным фактором развития промышленности являются минерально-сырьевые ресурсы области. Так, ожидается освоение крупного месторождения Сухой Лог, на которое приходится 28 % запасов золота в России.
Промышленность сконцентрирована в Иркутске и ряде районных центров.
Крупные промышленные предприятия области:
- Братский лесопромышленный комплекс;
- Братский алюминиевый завод;
- ЗАО «Аккумуляторные Технологии»;
- Ангарская нефтехимическая компания;
- Иркутский авиационный завод;
- Иркутский завод тяжёлого машиностроения;
- Иркутсккабель;
- Иркутскэнерго;
- Коршуновский горно-обогатительный комбинат;
- Осетровский речной порт;
- Саянскхимпласт;
- СУЭК;
- Востсибуголь;
- Усольмаш;
- Усть-Илимский лесопромышленный комплекс;
- Иркутский алюминиевый завод;
- Верхнечонскнефтегаз;
- Иркутская нефтяная компания.

### Сельское хозяйство
Сельское население — 524,3 тыс. человек, 22 % населения Иркутской области. Территория сельскохозяйственных угодий составляет 2,38 млн га, пашни — 1,6 млн га. Сельскохозяйственной продукцией регион обеспечивается наполовину, продукты питания завозятся из других регионов. В 2019 году производство АПК 61,9 млрд рублей, экспорт (масложировая продукция, яйца, мясо птицы, питьевая вода и др.) 42,5 млн долл. США.
Животноводство
Животноводство даёт 46 % объёма сельхозпродукции. Разводят коров (мясное и молочное скотоводство (калмыцкая, герефордская)), свиней, овец, коз, лошадей, оленей, кроликов, птицу (куры (Хайсекс Белый), утки, гуси, индейки, цесарки, перепела, фазаны, страусы), пчёл, пушных зверей (норка, голубой песец), рыбу (форель, карп, пелядь). Рыболовство, пушной промысел.
На 1 июня 2021 года поголовье крупного рогатого скота во всех категориях хозяйств составляет 382.1 тыс. голов, в том числе коров — 150.5 тыс. гол., свиней — 219.5 тыс. голов, овец и коз — 113.9 тыс. голов, птицы в сельхозорганизациях 6481.7 тыс. голов.
В 2019 году поголовье крупного рогатого скота во всех категориях хозяйств составляет 290,8 тыс. голов, в том числе коров — 132,7 тыс. гол., свиней — 181,7 тыс. голов, овец и коз — 104,4 тыс. голов.
Молочное племенное скотоводство в Иркутской области представлено крупным рогатым скотом чёрно-пёстрой, симментальской, голштинской чёрно-пёстрой и красно-пестрой породами. Средняя продуктивность коров по бонитировке составила 6449 кг молока, по чёрно-пёстрой породе — 6514 кг, по симментальской породе
— 5488 кг, по красно-пестрой — 5360 кг. Мясное скотоводство представлено крупным рогатым скотом герефордской, казахской белоголовой, абердин-ангусской и калмыцкой породами.
Основные породы свиней области — крупная белая, ландрас и дюрок.
В области работают 27 племенных организаций. Племенное поголовье крупного рогатого скота составляет 37,3 тыс. голов, в том числе коров — 16,6 тыс. голов. Продуктивность КРС в племенных организациях 6711 кг, а в целом в сельхозорганиазциях области надой на 1 корову составил 5872 кг (средний по России 6486 кг). Произведено 449,6 тыс. тонн молока, 151,1 тыс. тонн мяса, 985,2 млн штук яиц (яйценоскость кур-несушек 334 шт).
Крупными и средними организациями производится 95 % мяса. За 9 месяцев 2020 года объём закупа молока у крестьянских (фермерских) и личных подсобных хозяйств в регионе составил 28,2 тыс. тонн, мяса — 2,3 тыс. тонн.
Растениеводство
Если правильно подобрать сорт любой сельскохозяйственной культуры, рост урожайности может составлять до 200 %. Поэтому большое значение имеет использование рекомендованных в данный год определённых районированных сортов зерновых, овощных культур, картофеля.
Выращивают пшеницу (яровую), овёс, ячмень (яровой), рожь (озимую), гречиху, просо, рапс (яровой), сою, кукурузу (корм), горох, подсолнечник (силос), картофель, огурцы, капусту белокочанную, столовую свёклу, морковь, лук, фрукты, смородину, крыжовник, облепиху, многолетние и однолетние травы, кормовые корнеплоды.
Более 50 % всей пашни (и 60 % продукции) в области расположено в лесостепной зоне с благоприятными климатическими условиями вдоль Транссибирской железнодорожной магистрали от Иркутска до Тулуна, а также на правобережье верхнего течения Ангары (Бохан — Усть-Уда). 20 % пашни чернозёмы в степной зоне в Усть-Ордынском Бурятском округе , Черемховский и Ольхонский районы. Остальная пашня в таёжной зоне, с недостаточной теплообеспеченностью сельскохозяйственных культур, в северных районах вдоль Тайшетско-Ленской железнодорожной магистрали, Западного участка БАМа и верховьев реки Лены.
На 27.09.2022 уборочная кампания в самом разгаре, обмолочено 164,7 тыс. га зерновых и зернобобовых культур или 41,2 % посевной площади (всего посеяно 403,3 тыс. га зерновых и зернобобовых культур, из них ячменем 85,1 тыс. га), валовый сбор составил 372,7 тыс. тонн зерновых культур при урожайности 22,6 ц/га (+1 % к 2021), в том числе пшеницы — 170,1 тыс. тонн, ячменя — 137,6 тыс. тонн, овса 53,1 тыс. тонн. План по уборке картофеля выполнен на 89,7 %, по уборке овощей на 55 %. Сельхозпредприятия и КФХ накопали 76,4 тыс. тонн картофеля, собрали 14,1 тыс. тонн овощей открытого грунта. Средняя урожайность картофеля 206,7 ц/га (178,5 ц/га в 2021), овощей 293,9 ц/га (+19 %). Продолжается уборка моркови, свеклы и лука, приступили к уборке капусты. По валовому сбору картофеля лидируют Усольский район 36 тыс. тонн, Иркутский район 27 тыс. тонн, Черемховский район 6 тыс. тонн, по сбору овощных культур в Усольском районе 9,8 тыс. тонн, Иркутском районе 3,4 тыс. тонн, Братском районе 472 тонны.
В 2020 году введено в оборот 23 тыс. га залежных земель, из них 25 % в Братском районе. За период с 2017 по 2019 годы введено 90,4 тыс. га.
В 2020 году в сельскохозорганизациях и КФХ собрано 53,6 тыс. тонн картофеля, урожайность 151,2 ц/га, собрали на 40 % больше овощей открытого грунта — 26,2 тыс. тонн при урожайности 289,5 ц/га.
В 2020 году урожай зерновых и зернобобовых культур 865,1 тыс. тонн (в весе после доработки) (+85,9 тыс. тонн или 11 %). 56,2 % урожая собрано КФХ, удельный вес сельхозорганизаций в производстве зерна ежегодно сокращается, в 2020 году — с 45,8 % до 43,5 %.
В области действует 179 сельхозорганизаций, 1600 крестьянских (фермерских) хозяйств и 290,4 тысяч личных подсобных хозяйств населения, 1 090 некоммерческих объединений. Закупками излишков сельскохозяйственной продукции в личных подсобных хозяйствах населения занимаются 64 сельскохозяйственных потребительских кооперативов и 21 организация. На долю Иркутской области приходится 1,5 % объёма сельскохозяйственной продукции России и 8,9 % сельхозпродукции Сибирского федерального округа. По итогам 2019 года индекс производства продукции сельского хозяйства ниже аналогичного периода 2018 года на 2,6 п.п. Данный показатель ниже значения среднероссийского показателя на 7 п.п. и на 2,3 п.п. среднего значения по СФО.
| тыс. гектар | 1636 | 1573,2 | 1398,4 | 1020,9 | 715,4 | 639,0 | 675,3 |

### Лесное хозяйство
Динамичное развитие торговых отношений с КНР после распада СССР повлекло изменения в лесном хозяйстве и экологической обстановке в области. На основе десятилетних наблюдений был сделан вывод, что объём вырубок многократно превышает разрешённый и декларируемый. Это вызвало обеспокоенность Всемирного фонда дикой природы. Лесопилки и лесные склады, принадлежащие китайцам, играют ключевую роль в распространении незаконных рубок (стр. 17). Причём в этом бизнесе не последнее место занимают представители ОПГ. Наметилась тенденция работы китайских лесозаготовительных компаний под видом местных (российских). Например, одна из крупнейших лесопильных компаний России («Транссибирская лесная компания»), по данным продала акции китайским предпринимателям, и фактически перестала быть российской. Браконьерство вносит вклад в сокращение редких видов животных; а основным направлением контрабанды стал вывоз частей и дериватов.
В Тайшетском районе запланировано развитие производства древесного угля, небезопасное в экологическом отношении. Данные, полученные на основе анализа спутниковых снимков, объективно свидетельствуют о значительном ущербе, нанесённом лесному фонду за 2001—2019 гг.

### Энергетика

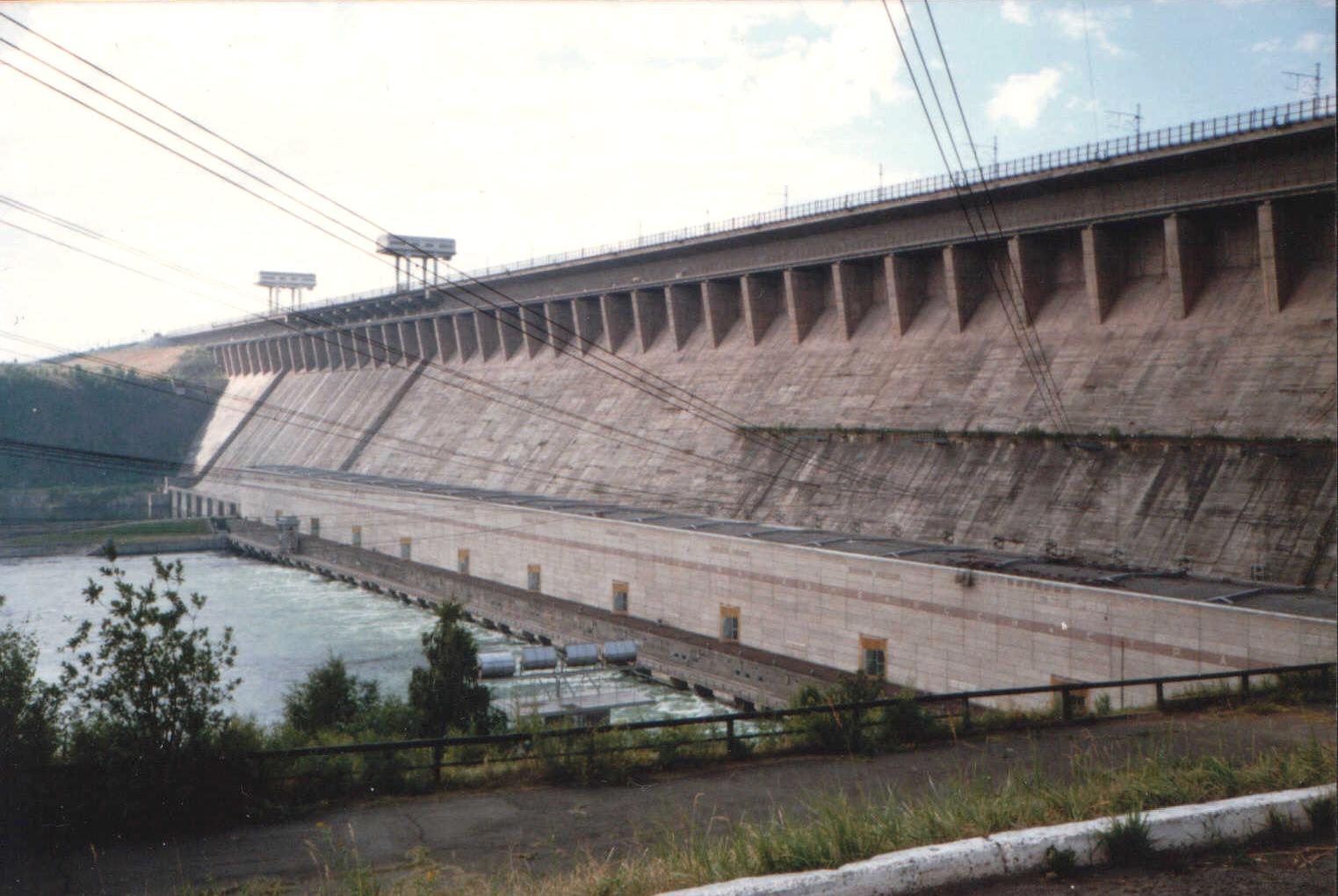
Братская ГЭС.

Уровень развития экономики Иркутской области в значительной степени определяется состоянием электроэнергетики. На территории региона действуют 4 гидроэлектростанции, составляющие основу энергетики области:
- Иркутская ГЭС;
- Братская ГЭС;
- Усть-Илимская ГЭС;
- Мамаканская ГЭС.

В 2011 году в области было выработано 62,5 млрд кВт•ч энергии. Большую часть производства электроэнергии в области контролирует ОАО «Иркутскэнерго».

### Газификация региона
В феврале 2004 года между ОАО «Газпром» и администрацией Иркутской области было подписано соглашение о сотрудничестве, предусматривающее разработку Газпромом Генеральной схемы газификации и газоснабжения Иркутской области. 16 декабря 2005 года Газпром и Иркутская область подписали договор о газификации региона.
Предполагается газифицировать 899 населённых пунктов региона и довести уровень газификации области природным газом до 82 %. Это превысит нынешний общероссийский уровень (64 %).
В настоящее время программа газификации области заморожена до 2018 года.
Иркутская область располагает одними из крупнейших запасов углеводородного сырья на территории Российской Федерации, суммарные извлекаемые запасы свободного газа (С1 + С2), учтённые в государственном балансе Российской Федерации, составляют 3,64 трлн. м³, газового конденсата — 170,9 млн т. На территории Иркутской области расположено более десятка нефтегазовых и газоконденсатных месторождений, наиболее крупные из них Ковыктинское газоконденсатное месторождение и Верхнечонское нефтегазоконденсатное месторождение.
Несмотря на природные богатства, в 2019 году доля потребления природного топлива в регионе колеблется у отметки 9 %, её обеспечивает локальная газотранспортная система в Братске и Братском районе. К 2024 году кабмин намерен достичь показатель в 10,4 %.

## Транспорт
В области достаточно развитая транспортная система, в ней присутствуют все виды транспорта: воздушный, водный, железнодорожный, автомобильный.

### Железнодорожный транспорт

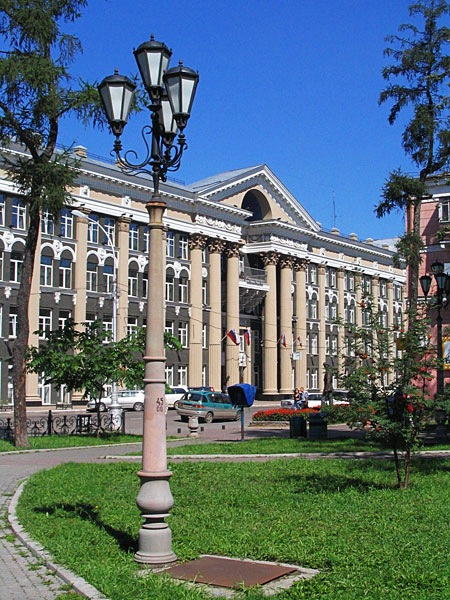
Здание управления Восточно-Сибирской железной дороги в Иркутске

Основным транспортом является железнодорожный. За год по рельсам перевозится почти 70 млн тонн грузов. Главной транспортной артерией Иркутской области является Транссибирская железнодорожная магистраль. По территории области, от города Тайшета на восток, протянулся западный участок БАМа. Эксплуатационная длина железнодорожных путей общего пользования составляет порядка 2500 км.

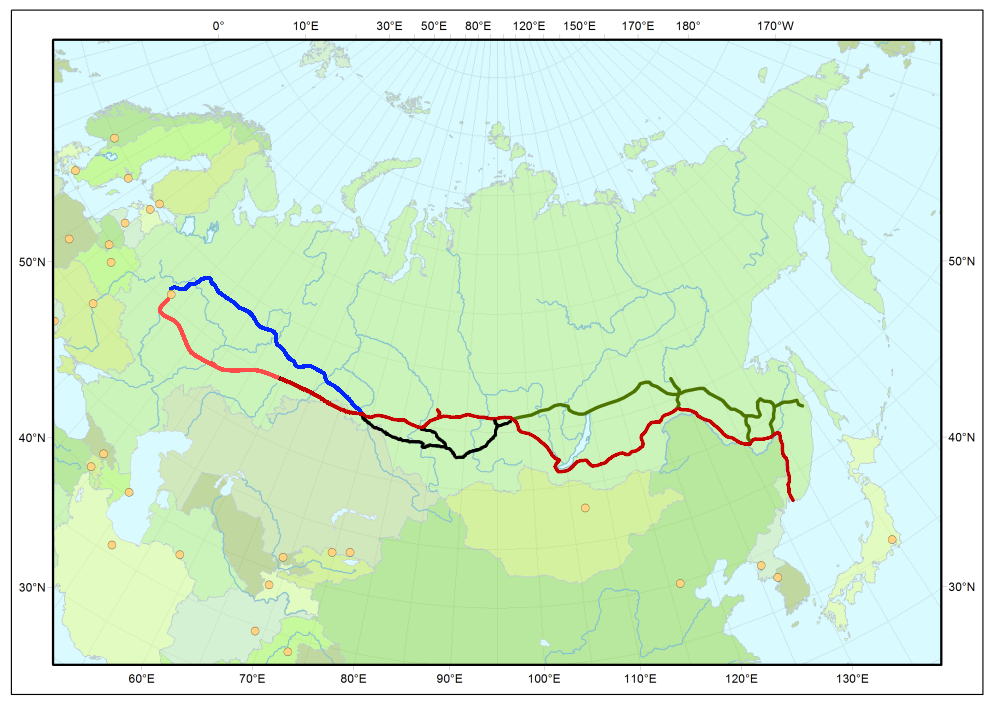
Транссибирская магистраль:
исторический ход и современный ход,
Байкало-Амурская магистраль с ответвлениями — зелёным цветом

Байкало- Амурская магистраль
Байка́ло-Аму́рская магистра́ль (БАМ) — железная дорога в Восточной Сибири и на Дальнем Востоке. Одна из крупнейших железнодорожных магистралей в мире. Основной путь Тайшет — Советская Гавань строился с большими перерывами с 1938 года по 1984 год. Строительство центральной части железной дороги, проходившее в сложных геологических и климатических условиях, заняло более 12 лет, а один из самых сложных участков — Северомуйский тоннель — был введён в постоянную эксплуатацию только в 2003 году.

### Воздушный транспорт
Воздушные перевозки производятся через два аэропорта: Иркутск и Братск, которые имеют статус международных и осуществляют рейсы в Китай, Монголию, Таджикистан, Таиланд, Узбекистан, Южную Корею, Японию, Вьетнам. Также имеются 10 аэропортов местных воздушных линий (в гг. Усть-Кут, Бодайбо, Киренск, Усть-Илимск, Железногорск-Илимский, Нижнеудинск, пос. Казачинское, Хужир, Ербогачен и Мама) и несколько вертолётных посадочных площадок в труднодоступных районах (Нижнеудинский, Жигаловский, Катангский, Киренский районы).

### Автомобильный транспорт
Развитая сеть автомобильных дорог позволяет перевозить грузы автотранспортом в большинство населённых пунктов области. Протяжённость автомобильных дорог общего пользования с твёрдым покрытием составляет более 12655 км. По протяжённости автомобильных дорог область занимает второе место в Сибирском федеральном округе.

### Водный транспорт
По территории области протекают крупнейшие судоходные реки Ангара, Лена, Нижняя Тунгуска, обусловившие развитие водного транспорта, на долю которого приходится порядка 10 % общего грузооборота. Крупнейшие порты расположены на реке Лене: Киренск и Осетрово, через них осуществляется перевалка грузов в Республику Саха (Якутия) и в северные районы Иркутской области.

## Образование
На 2016 год в Иркутской области действовало 26 вузов и филиалов вузов, в том числе университеты в Иркутске, Ангарске и Братске.

## Культура, туризм

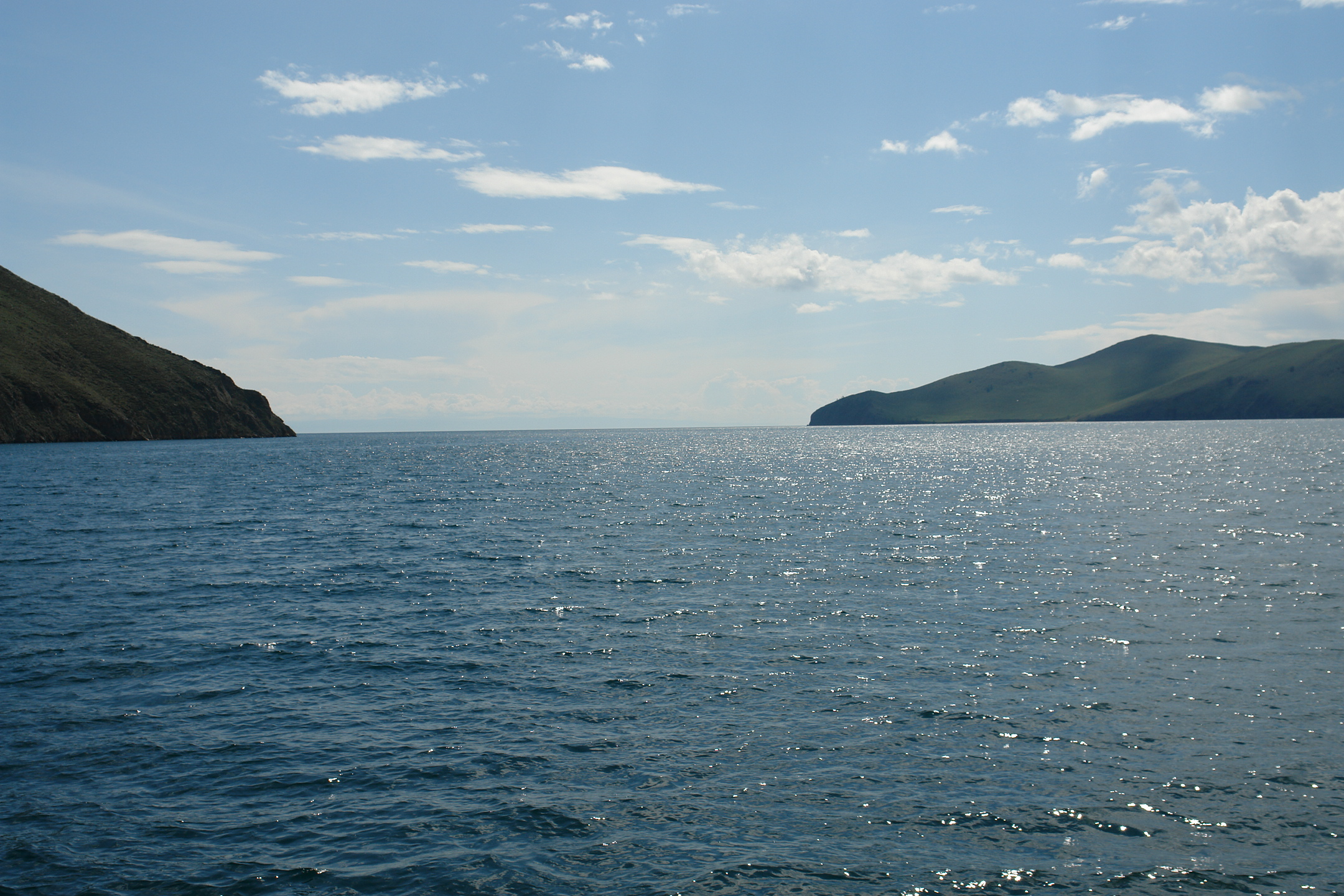
Ольхонские ворота

Иркутская область обладает богатой историей, поэтому здесь во многих населённых пунктах имеются архитектурно-исторические памятники. В области действует более шестидесяти музеев, по этому параметру Иркутская область находится в лидерах Сибири наряду с Омской областью и Красноярским краем.
На территории области расположены уникальные природные объекты, прежде всего, озеро Байкал и Прибайкальский национальный парк. В 47 км от Иркутска находится архитектурно-этнографический музей «Тальцы», также у жителей и гостей области пользуется популярностью Кругобайкальская железная дорога, включающая 58 тоннелей и галерей, более 500 мостов и виадуков, около 600 подпорных, берегоукрепительных стенок, а также 172 памятника архитектуры. Привлекают туристов и горнолыжные трассы в Байкальске. В 40 км от Байкальска близ поселка Новоснежная расположены Тёплые озера. В декабре 2006 года Иркутская область выиграла право на создание особой экономической зоны туристско-рекреационного типа «Ворота Байкала» на территории посёлка Большое Голоустное на берегу озера Байкал. В 2010 году в состав ОЭЗ частично вошла территория города Байкальска. На 2020 год площадь ОЭЗ составляет 763 га, на её территории зарегистрировано 8 резидентов.
В области работает множество театральных, эстрадных и танцевальных коллективов, ежегодно проводятся конкурсы и фестивали. Есть региональные отделения Союза писателей и Союза художников России.
Здесь выходит немало местных периодических изданий, таких как «Восточно-Сибирская правда», «Конкурент», «Иркутский репортёр», «КоммерсантЪ. Сибирь. Иркутск», «Восточный Формат», «Пятница», «СМ номер один», «Копейка», «Байкальские вести», «Ангарские огни», «Мои года», «Наша Сибскана», газета «Областная», «Иркутск», «Аргументы и факты» в ВС, «Труд» Иркутск, «Труд-7» Иркутск, «Экспресс-газета» Иркутск, «Комсомольская правда» Байкал, «Выбирай соблазны большого города» Иркутск, «Видеоканал», «Все объявления Иркутска», «Из рук в руки» Иркутск, «Иркутская губерния», литературный альманах «Сибирь», детский журнал «Сибирячок», «Супермаркет новостроек» и др.
Празднуется День Иркутской области (27 сентября, обычно первое или второе воскресенье октября, ежегодно устанавливается оргкомитетом).

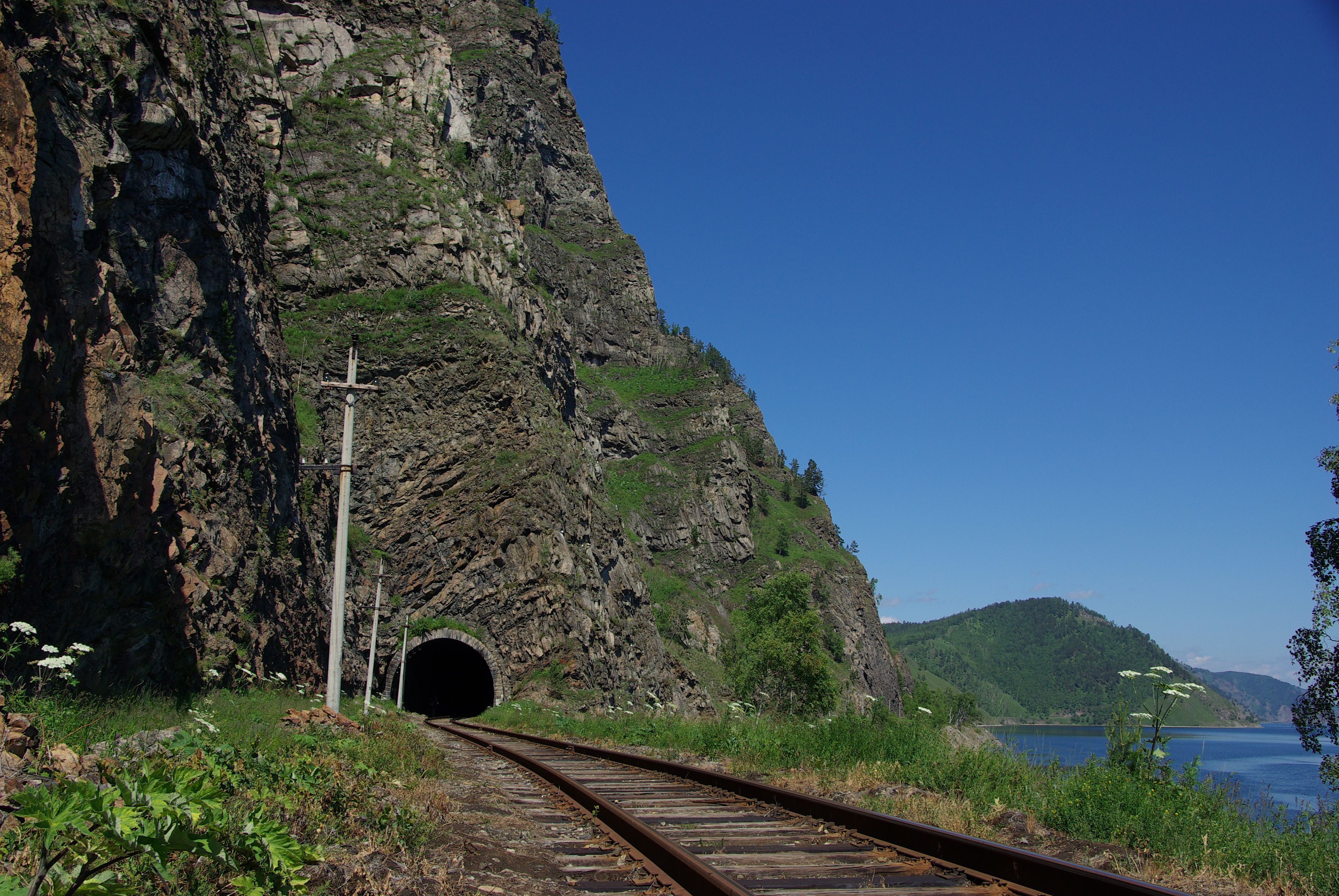
Кругобайкальская железная дорога
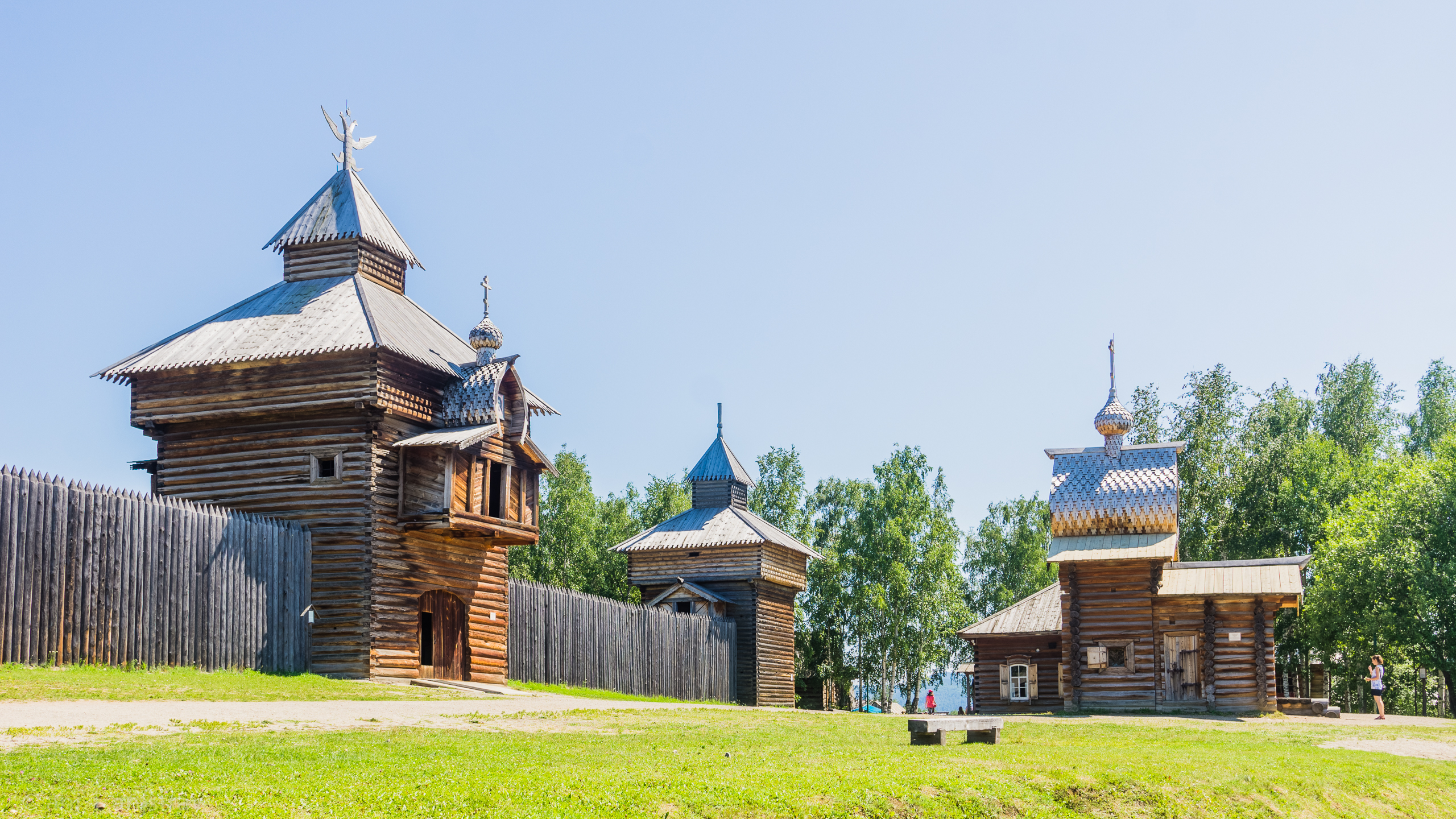
Архитектурно-этнографический музей «Тальцы»
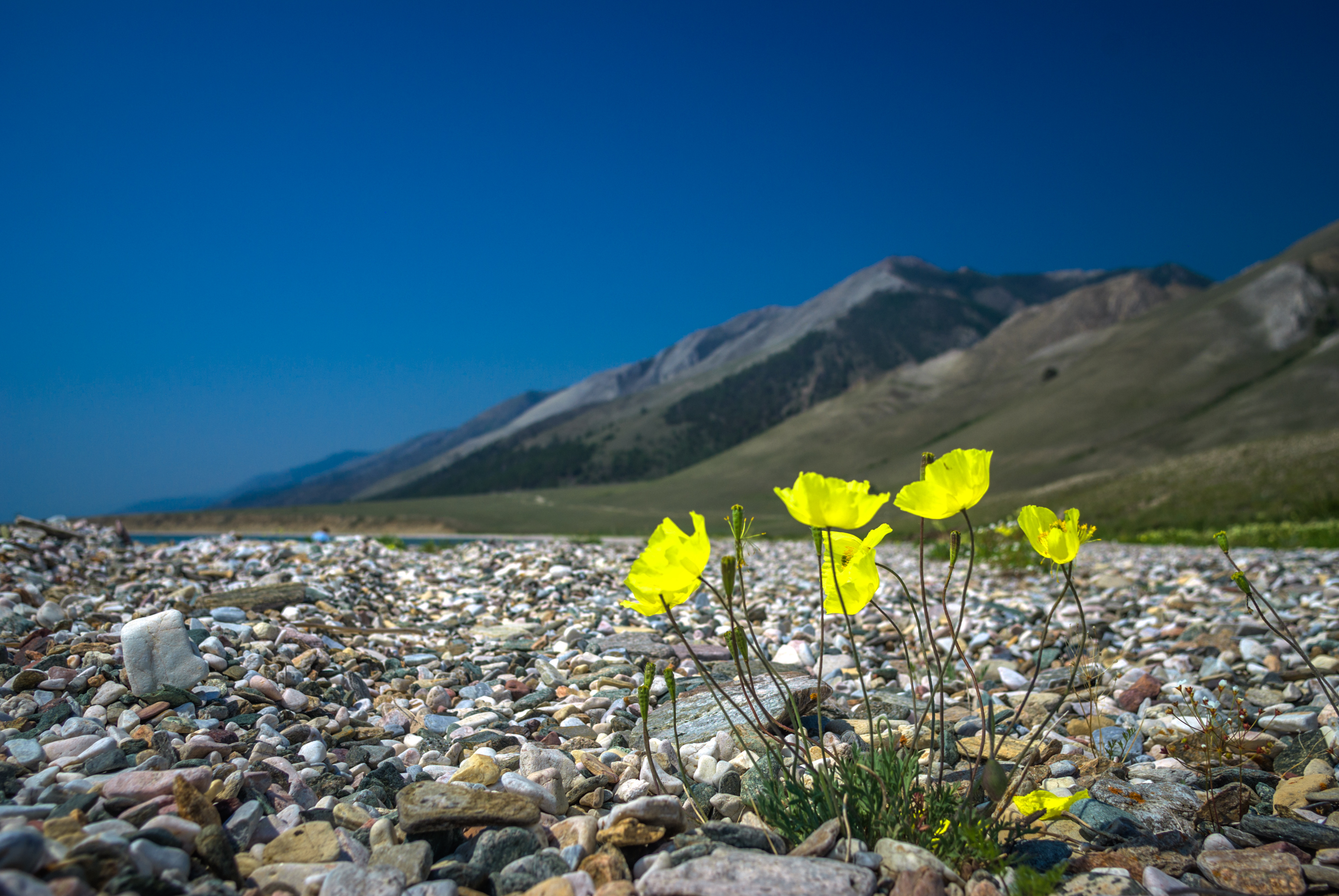
Прибайкальский национальный парк
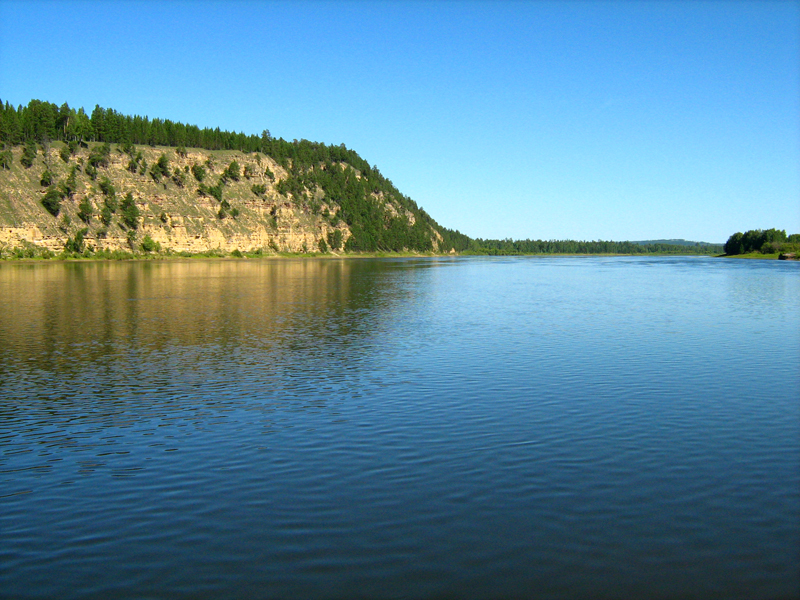
Река Бирюса

## Медицина
Крупнейшими медицинскими учреждениями области являются:
- Иркутская областная клиническая больница. 24 марта 1948 года городская клиническая больница преобразована в областную клиническую больницу[70];
- Иркутский областной противотуберкулёзный диспансер;
- Межобластной ожоговый центр;
- Иркутский диагностический центр;
- Иркутский областной онкологический диспансер;
- Иркутский областной центр по профилактике и борьбе со СПИДом и инфекционными заболеваниями;
- Центр молекулярной диагностики;
- Территориальный центр медицины катастроф Иркутской области;
- Восточно-сибирский научный центр Сибирского отделения Российской академии медицинских наук;
- Филиал ГУ МНТК «Микрохирургия глаза» им. академика С. Н. Фёдорова.

По состоянию на июль 2016 года в регионе зафиксирована генерализованная стадия эпидемии ВИЧ, Каждый 50-й житель области заражён ВИЧ. Всего, по официальным данным, в области инфицировано ВИЧ 36 435 человек, то есть более 1,5 % населения. По состоянию на 2018 год выраженность эпидемии ВИЧ в регионе является худшим в России.

"Эпидемия ВИЧ/СПИД считается генерализованной, если более чем у 1 % беременных женщин обнаруживается ВИЧ. К сожалению, такой показатель уже в 20 регионах России. Иркутск выделяется тем, что там долгое время не создавали специализированный центр по профилактике и борьбе со СПИДом, так как тогдашний губернатор не верил в существование этой болезни. Потом вместо того, чтобы заниматься профилактикой среди наркопотребителей, там искали вредителя, который, «чтобы заражать наркоманов ВИЧ, добавлял в героин толчёные кости умерших от СПИДа».
Вадим Покровский, руководитель Федерального центра по профилактике и борьбе с ВИЧ-инфекцией

## Награды
- Орден Ленина (9 июня 1967 года)[76].